# نيك هيجارتي
نيك هيجارتي (بالإنجليزية: Nick Hegarty)‏ (25 يونيو 1986 في المملكة المتحدة - ) هو لاعب كرة قدم بريطاني في مركز جناح ‏. لعب مع غريمسبي تاون ونادي سانت ميرين ونادي يورك سيتي وويتبي تاون ‏ ونادي مانسفيلد تاون وHume City FC ‏ وويلنهول تاون ‏.

## وصلات خارجية
- نيك هيجارتي على موقع قاعدة بيانات كرة القدم.إي يو (الإنجليزية)
- نيك هيجارتي على موقع Soccerbase.com (لاعب) (الإنجليزية)